# Фауля
Фауля (на италиански: Fauglia) е град и община в Италия, в региона Тоскана, провинция Пиза. Населението е около 3100 души (2007).